# Hendidschan
Hendijan (persisch هندیجان) ist eine Stadt in der Provinz Chuzestan im Südwesten des Iran. Im Jahr 2006 hatte Hendijan hochgerechnet 25100 Einwohner.